# Bulbophyllum vaginatum
Bulbophyllum vaginatum (tên tiếng Anh là Bulbophyllum) là một loài phong lan.

## Hình ảnh

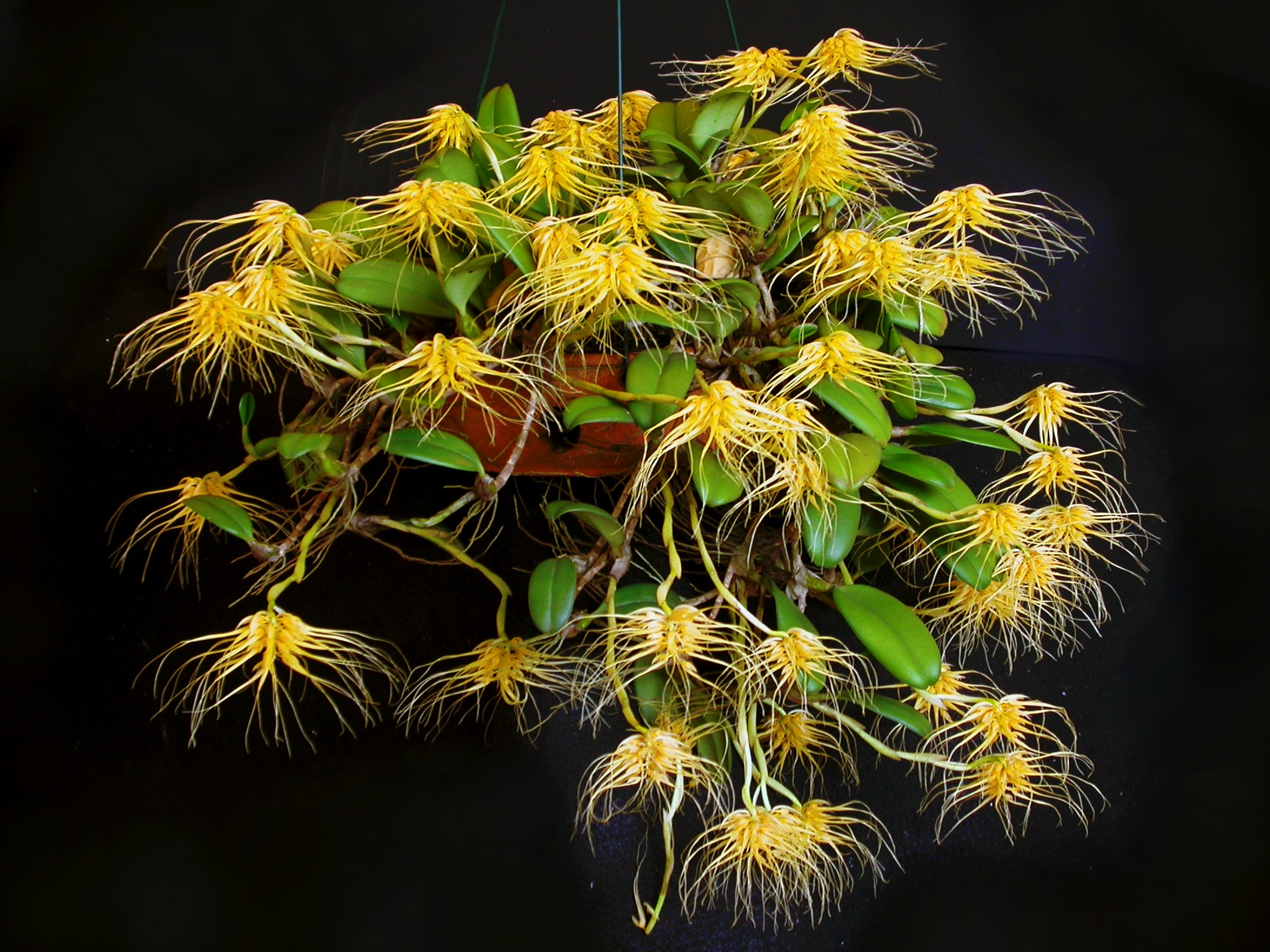
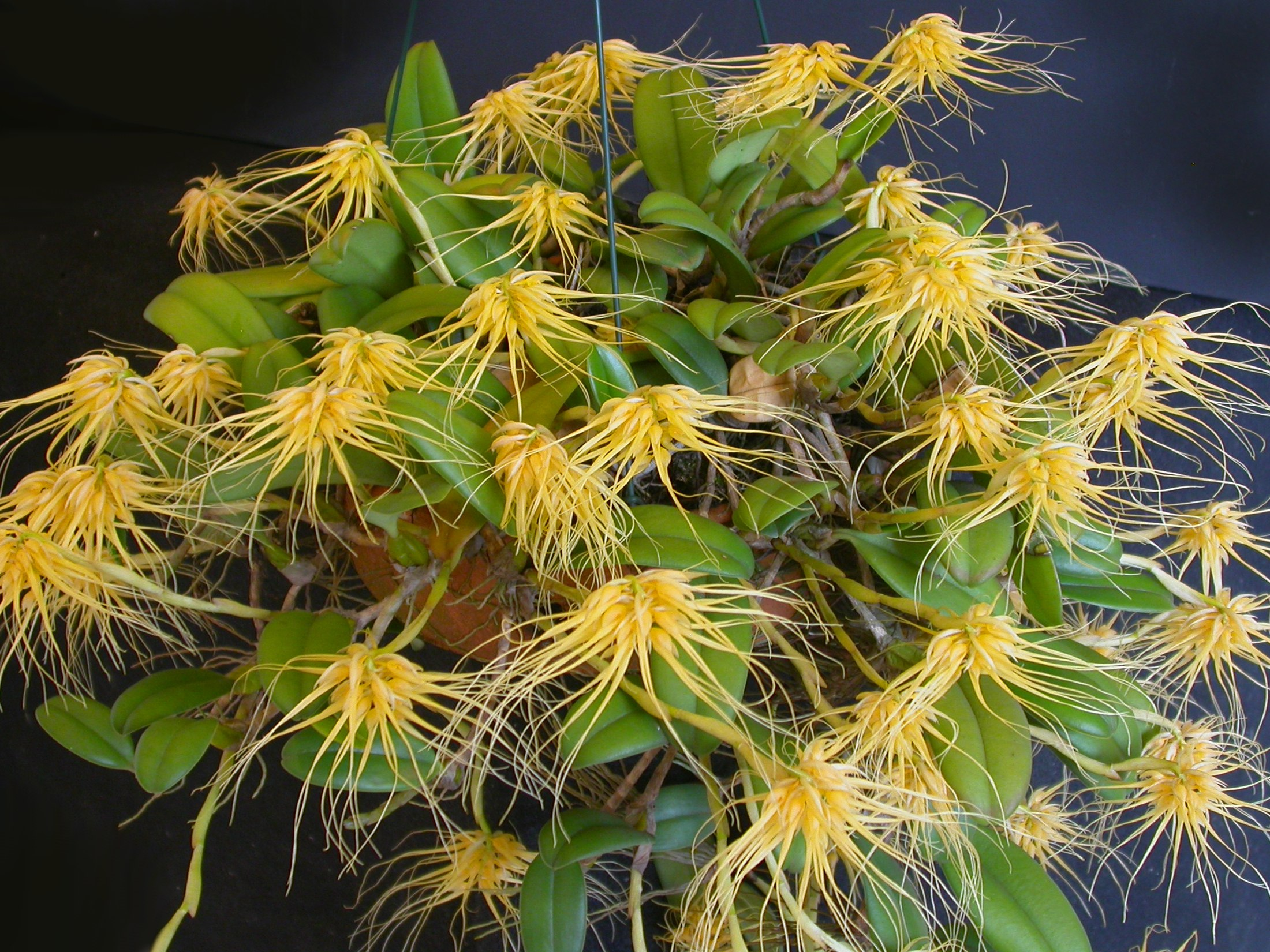
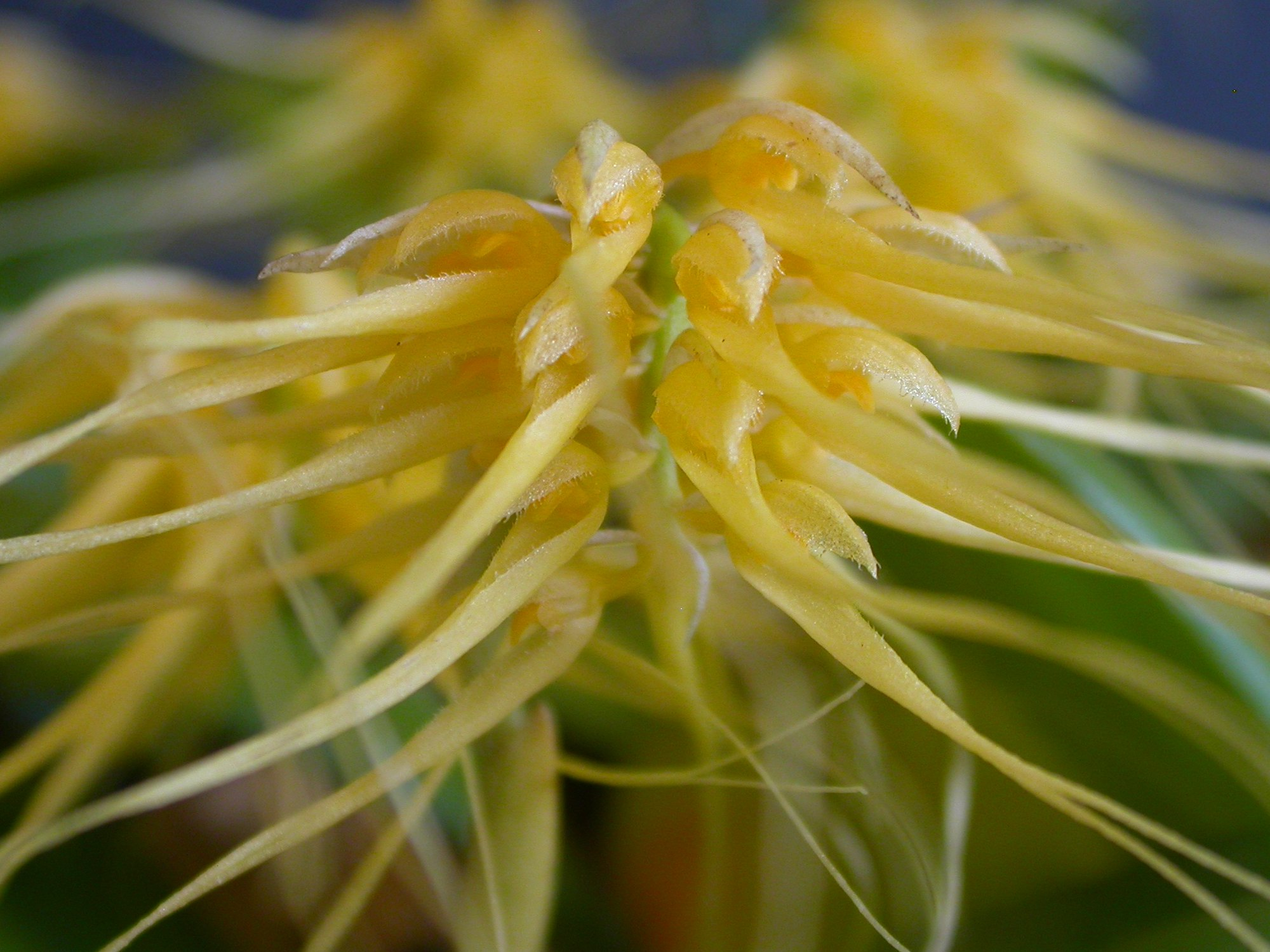